# Вилабалцана (Виченца)
Вилабалцана је насеље у Италији у округу Виченца, региону Венето.
Према процени из 2011. у насељу је живело 38 становника. Насеље се налази на надморској висини од 341 м.